# نورة كيركباتريك
نورة كيركباتريك (بالإنجليزية: Nora Kirkpatrick)‏ هي ممثلة أمريكية، ولدت في 6 ديسمبر 1984 في بيرو في الولايات المتحدة.

## وصلات خارجية
- نورة كيركباتريك على موقع IMDb (الإنجليزية)
- نورة كيركباتريك على موقع قاعدة بيانات الفيلم (الإنجليزية)